# 克里斯蒂娜·斯卡贝克
玛利亚·克里斯蒂娜·雅尼娜·斯卡贝克，GM，OBE，英勇十字勋章（（英語：Maria Krystyna Janina Skarbek，1908年5月1日—1952年6月15日），波兰特別行動部隊（SOE）間諜。因大胆收集情报，以及在德占法国、波兰两地，对纳粹德军进行非正规战争（Irregular warfare）而广为人知。
斯卡贝克在SOE组建之前，就已经成为英国间谍，是最长任的英国女间谍之一。她的机智、成功影响了SOE，使它改变政策，招募更多女性为情报人员。
1941年，斯卡贝克开始改用假名“克里斯蒂娜·格兰维尔”（Christine Granville）。1947年，在归化为英国公民时，她采用了这个假名。
一些人认为，斯卡贝克是伊恩·弗莱明的好友，而且激发了他创作邦德女郎塔蒂亚娜·罗曼诺娃（Tatiana Romanova）与薇丝朋·琳德的灵感。然而，这种说法没有可靠证据支持。